# یان وانیک
یان وانیک (چکی: Jan Vaník; ۷ مهٔ ۱۸۹۱ – ۱۴ ژوئن ۱۹۵۰) بازیکن فوتبال اهل اتریش-چکسلواکی بود.
از باشگاه‌هایی که در آن بازی کرده‌است می‌توان به باشگاه فوتبال اسپارتا پراگ و باشگاه فوتبال اسلاویا پراگ اشاره کرد.
وی همچنین در تیم‌های ملی فوتبال اتریش و چکسلواکی بازی کرده‌است.